# Sponce
Sponce (cyr. Спонце) – wieś w Serbii, w okręgu jablanickim, w gminie Medveđa. W 2011 roku liczyła 69 mieszkańców.